# Smrečje
Smrečje je naselje u Hrvatskoj u sastavu Grada Čabra. Nalazi se u Primorsko-goranskoj županiji. 

## Zemljopis
Sjeverozapadno su Sokoli, Prhci i Pršleti, sjeverno je Kraljev Vrh, sjeveroistočno su Okrivje, Kamenski Hrib, Plešce i Požarnica, istočno su Plešce, rijeka Kupa i dalje Slovenija, istočno-jugoistočno su Podstene, jugoistočno je Mali Lug, Smrekari, Fažonci i Zamost, južno je Gerovo, južno-jugozapadno su Vode.

## Stanovništvo
| broj stanovnika | 277   | 250   | 184   | 186   | 202   | 180   | 194   | 194   | 170   | 184   | 180   | 161   | 117   | 105   | 83    | 71    | 64    |
|                 | 1857. | 1869. | 1880. | 1890. | 1900. | 1910. | 1921. | 1931. | 1948. | 1953. | 1961. | 1971. | 1981. | 1991. | 2001. | 2011. | 2021. |